# Académie de Maurienne
 (novembre 2012).
Si vous disposez d'ouvrages ou d'articles de référence ou si vous connaissez des sites web de qualité traitant du thème abordé ici, merci de compléter l'article en donnant les références utiles à sa vérifiabilité et en les liant à la section « Notes et références ».
L’Académie de Maurienne est une société savante de la province de Maurienne, située en Savoie, et dont le siège se trouve à La Chambre. Elle est fondée en 2008 par le journaliste et poète Bernard Dio. Elle est membre de l'Union des sociétés savantes de Savoie et l'Institut de la langue savoyarde.

## Fondation

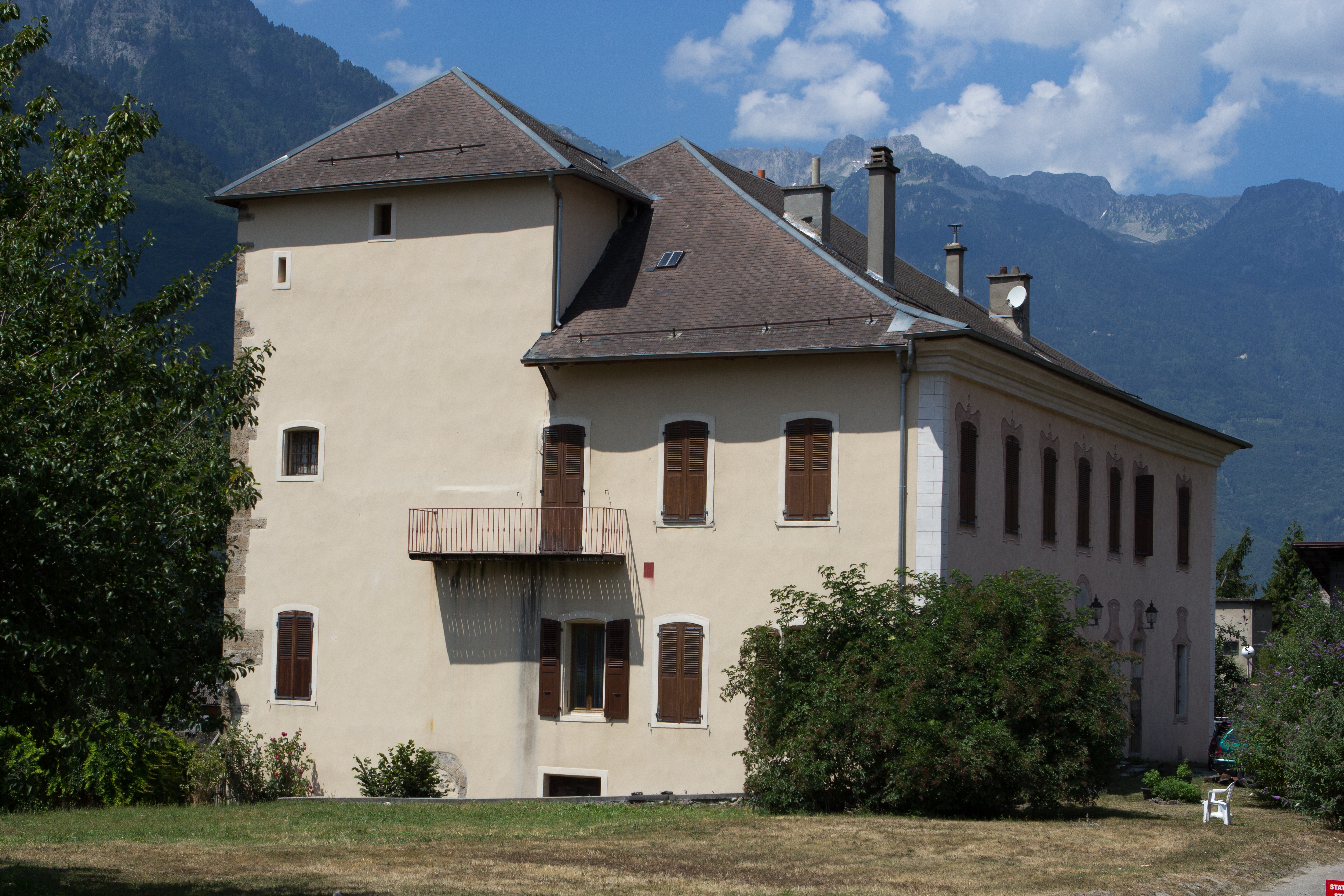
La Maison de la Tour, siège de l'Académie de Maurienne.

Fondée officiellement le 15 juillet 2008 par Bernard Dio, Guy Wio et François Guerraz (également membre de l'Académie de Savoie), l'Académie de Maurienne tient son siège à la Maison de la Tour à La Chambre. Elle s'est donné pour but la conservation et le développement du patrimoine artistique, historique et culturel de la Maurienne. L’Académie a à sa disposition une riche bibliothèque qui dispose de nombreux ouvrages de ses membres écrivains ou de livres liés à la culture locale.
Le 24 juillet 2011 l'Académie de Maurienne annonce la création d’un comité qui s'occupe de la langue arpitane et son dialecte savoyard en Maurienne. L'Académie de Maurienne s'est associé depuis mars 2012 à l'Institut de la langue savoyarde.

## Personnalités de l’Académie de Maurienne
- Jean Bertolino[1], journaliste, écrivain.
- Hubert Déquier, poète régionaliste.
- Bernard Dio, écrivain journaliste, poète.
- Philippe De Mario, écrivain, historien.
- Pierre Dompnier, historien savoyard.
- Jacques Opinel, coutelier, directeur musée de l'Opinel.
- David Tronel, poète, artiste, écrivain mauriennais.
- Guy Wio, journaliste, conférencier.
- Zian des Alpes, pseudonyme de Marc Robert, conteur et écrivain.
- Carole Barbier, journaliste.

## Voir aussi

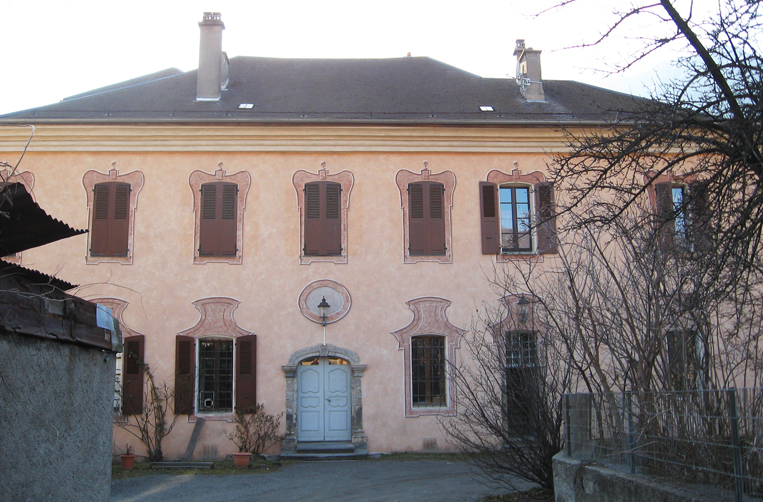
La Maison de la Tour à La Chambre abrite le siège de l'Académie de Maurienne.